# Александър Галибин
Александър Владимирович Галибин (роден на 27 септември 1955 г., Ленинград, РСФСР, СССР) е съветски и руски театрален, филмов и озвучаващ актьор, театрален и филмов режисьор, телевизионен водещ. Народен артист на Руската федерация (2006). Лауреат на наградата на президента на Руската федерация (2023).

## Биография
Роден на 27 септември 1955 г. в Ленинград, в семейството на дърводелец, работил като декоратор във филмовото студио Ленфилм.
Започва актьорската си кариера в Театъра на младежкото творчество в Ленинградския дворец на пионерите под ръководството на Матвей Григориевич Дубровин.
През 1977 г. завършва актьорския отдел на Ленинградския държавен институт за театър, музика и кинематография (ЛГИТМИК) (работилница на проф. Рубен Сергеевич Агамирзян.
От 1977 до 1979 г. – актьор в Академичния драматичен театър на името на В. Ф. Комисаржевская в Ленинград. Играл е в пиесите: „Легендата за шапката на шута“ (Крал Филип), „Пет вечери“ (Слава), „Бумбараш“ (Левка), „Цар Борис“ (сянката на царевич Дмитрий, Чечен, Фьодор Годунов), „Десет неотворени писма“ (конструктор на БАМ) и др.
Дебютира в киното през 1976 г., играейки ролята на Юрий Иванов в игралния филм на режисьора Семьон Аранович „...И други длъжностни лица“. След излизането на детективския филм на режисьора Александър Файнцимер „Кръчма на Пятницкая“ (1978), където Александър играе ролята на крадец-грабител „Пашка-Америка“, името му става широко известно на съветската публика. Общо филмовата кариера на художника включва повече от 50 филма.
От 1981 до 1988 г. – актьор в студиото за филмови актьори на филмовото студио Ленфилм.
През 1985 г. той играе главната роля на съветския инженер Иля Крутин в съвместния съветско – виетнамски филм „Координати на смъртта“ (на виетнамски: Tọa độ chết), режисиран от Самвел Гаспаров и Нгуен Суан Тиан.
Два пъти играе ролята на Николай II: в многосерийния телевизионен игрален филм „Животът на Клим Самгин“ (играе и Диомидов, реж. Виктор Титов, 1986 г.) и във филма „Семейство Романови. Коронованото семейство“ (реж. Глеб Панфилов, 2000).
През 1988 г. постъпва в ГИТИС на името на Анатолий Луначарски в Москва в режисьорския отдел. До 1992 г. работи в „Лабораторията“ на московския театър „Училище за драматично изкуство“. През 1989 г. дебютира като режисьор с постановката „Ескориал“ по пиесата на белгийския драматург Мишел дьо Гелдерод (Гилдията на руските филмови актьори). През 1993 г. продуцира радиопиесата „Играчи“ по едноименната комедия на Николай Гогол.
През 1993 г. в Санкт Петербургския държавен младежки театър на Фонтанка продуцира дипломния спектакъл „La Fünf in der Luft“ („Лавочкин-пет във въздуха“) по пиесата на Алексей Шипенко. Режисьорът изведе на сцената героите от „греховния... слаб, увлечен... черен живот“ и „освети изтощените им лица“. Спектакълът е признат за най-добра режисьорска работа на 1993 г., а главните актьори – Константин Воробьов и Мария Шитова – са признати за най-добри актьори на сезона.
През 1994 г. завършва режисьорския факултет на Руския институт за театрално изкуство – ГИТИС в Москва, специалност „Драматична режисура“ (работилница на Анатолий Александрович Василиев).
От 1993 до 1995 г. работи като редовен режисьор в Държавния драматичен театър „На Литейни“ в Санкт Петербург. Първата постановка в театър „На Литейни“ е „програмната“ пиеса за Галибин „Три сестри“ от Антон Чехов, в която режисьорът използва „ефекта на пресичане“, въвеждайки откъси от известната пиеса „Три сестри“ от Владимир Немирович-Данченко, поставена в Московския художествен театър през 1940 г. „В Три сестри режисьорът промени обичайния философски мащаб на пиесата. Неговото представление е „поглед към героините на Чехов от вечността, от една неопределена епоха“. Сякаш от друго време, от друго измерение се чуват гласовете на спектакъла на МХАТ (Московски художествен академичен театър), в тях има смях и топлина. Съвсем различно е в постановката на Галибин: героите не живеят тук, а „помнят нечий друг живот, произнасят безпристрастно и дистанцирано текста на Чехов, като нечия друга роля“. През 1994 г. този спектакъл получава признание и първо място в конкурса „Театър – училище – класика и съвременност“.
След това се насочва към съвременната драматургия: „Арфа на поздрава“ от М. Богомолни (1994), „Градски романс“ от М. Угаров (спектакълът е признат за най-добър спектакъл на сезона, тръгва на турне в Германия и Полша, получава висока оценка от чуждестранната театрална преса), „Вера, Надежда, Любов (Карамбол)“ от Ю. Князев (1999).
В Руския драматичен театър на името на А. С. Пушкин (Александрински театър) в Санкт Петербург той поставя следните пиеси: „Ученикът“ от Александър Островски (1995), където стилизира театралния свят, изпълнен със страсти и притежаващ яркост. недостижимо в живота; „Приказката за цар Петър и неговия убит син Алексей“ от Фридрих Горенщайн (1997), където режисьорът изгражда своето представление върху сравнения, контрасти, асоциации и в резултат на това добре познатия модел на отношенията между Петър I и неговите син беше изпълнен с ново, силно трагично съдържание; „Брак“ (1998 г., нова редакция – 2004) е представление, в което режисьорът успява, запазвайки хумора на Гогол, да пресъздаде понякога гротескната, понякога трагичната тъкан на живота.
След като става главен режисьор на Александринския театър (2003 – 2005), той поставя три представления: „Годеж“ по пиесата „Динамо“ от Ю. Князев, комедията „Чайка“ от А. П. Чехов (2004) и „Нора“ от Хенрик Ибсен (2005).
В Държавния руски драматичен театър в Рига продуцира пиесата „Очите на деня“ („Мата Хари“) от Елена Гремина (1998) в стила на нямото кино. Поставя операта „Дама пика“ от Пьотър Чайковски (1999 г., Мариински театър, сценография на Александър Орлов). Други постановки: „Жалката история на Дон Кихот от Ла Манча“ от Елена Гремина (2000, Новосибирски академичен младежки театър „Глобус“), „Fröken Julie“ от Август Стриндберг (2000, „Балтийска къща“), „Не се разделяйте“ С любимите си“ от Александър Володин (2002 г., Театър „На Литейный“, Санкт Петербург), „Йоан Кръстител“ от Светлана Губайдулина (2002 г., Мариински театър).
Продуцира няколко спектакли в чужбина: „Престъпление и наказание“ от Ф. Достоевски (1997, Театрална академия Цюрих, Швейцария), „Играчите“ от Н. В. Гогол (1997, Брегенц, Австрия), „Лудия Журден“ (1999, Микеле, Финландия), „Вуйчо Ваня“ от Антон Чехов, (2000, Олщин, Полша).
През 2000 г. той е артистичен директор и директор на проекта „Москва – отворен град“, осъществен съвместно с Британския съвет, Royal Court Theatre (Лондон) с участието на националната театрална награда „Златна маска“.
Той има два телевизионни проекта: проект от три части, посветен на открити съвместни репетиции на най-старите актьори в Санкт Петербург с по-младото поколение артисти „Тихо! Репетицията е в ход" (директор на проекта; пети канал, Санкт Петербург); и проект, посветен на творчеството на водещи режисьори на Санкт Петербург, „Сребърният век на петербургската режисура“ (съавтор и водещ на проекта; телевизионен канал „Русия-Култура“).
От 2000 до 2003 г. е главен режисьор на Новосибирския академичен младежки театър „Глобус“. С идването му театърът не само не губи своите принципи – отвореност към световния артистичен опит, сътрудничество с майстори от различни направления и школи, осъзнаване и реализиране на културни и образователни проекти, но и придобива ясна позиция по отношение на репертоарната политика. Ангажиментът на режисьора към руската и чуждестранната класика обогати театъра със следните постановки: „Играчи“ от Николай Гогол, „Цар Максимилиан“ от Елена Гремина (спектакълът е удостоен с Голямата награда в категорията „Най-добра режисура в драматични театри“ на конкурсът в Новосибирск „Рай“) и „Кротък“ от Фьодор Достоевски (сценография на Александър Орлов) през 2001 г., „Сватбата на Фигаро“ от Пиер дьо Бомарше (сценография Александър Орлов), „Булевардът на престъпленията“ от Ерик-Еманюел Шмит (сценография Александър Орлов) през 2002 г.
През 2008 г. е назначен за художествен ръководител на Московския драматичен театър на името на Константин Станиславски. През юли 2011 г. договорът с Галибин не е подновен от Московския департамент по култура и режисьорът напуска театъра.
Завършва курса си в Театралния институт „Борис Шчукин“ в Москва.
През 2014 г. става художествен ръководител на курса по актьорско майсторство и режисура в ГИТИС към Московския театър „Училище за модерна игра“.
От 21 ноември 2014 г. до септември 2017 г. той е водещ на програмата „Чакай ме“ на Първи канал.
Член на Обществения съвет към Министерството на културата на Руската федерация от 2016 г.

## По-забележителни роли
- Батальоны просят огня, като командир на батарея, старши лейтенант Сергей Кондратиев (1985)
- Мастер и Маргарита, като Майсторът (2005)
- Тени над Балканами, като генерал Пьотър Врангел (2017)
- Сестрёнка, режисьор, глас зад кадъра на руски език (2019)

## Социална дейност
На 23 януари 2018 г. той подписва обръщение до министъра на културата на Русия Владимир Медински с искане за извършване на допълнителна правна експертиза на филма „Смъртта на Сталин“ за съответствие със законодателството на Руската федерация и временно отнемане удостоверението за разпространение на този филм.